# جون توماس (كاتب)
جون توماس (بالإنجليزية: John Thomas)‏ هو كاتب سيناريو أمريكي، ولد في القرن العشرين في نيدلز في الولايات المتحدة.

## وصلات خارجية
- جون توماس على موقع IMDb (الإنجليزية)
- جون توماس على موقع أول موفي (الإنجليزية)
- جون توماس على موقع قاعدة بيانات الفيلم (الإنجليزية)
- جون توماس على موقع كينوبويسك (الروسية)